# Luminița (okręg Tulcza)
Luminița – wieś w Rumunii, w okręgu Tulcza, w gminie Topolog. W 2011 roku liczyła 263 mieszkańców.